# Campeonato Esloveno de Futebol de 2007-08
O Campeonato Esloveno de Futebol de 2007-08, oficialmente em Língua eslovena e por questões de patrocínio "Telekom Slovenije Liga 07/08", (organizado pela Associação de Futebol da Eslovênia) foi a 17º edição do campeonato do futebol de Eslovênia. Os clubes jogavam em turno e returno - duas vezes. O campeão se classificava para a Liga dos Campeões da UEFA de 2008–09 e o vice e o terceiro se classificavam para a Copa da UEFA de 2008–09. O último colocado era rebaixado para o Campeonato Esloveno de Futebol de 2008-09 - Segunda Divisão. O penúltimo jogava playoffs com o vice campeão do ascenso.

## Participantes
| Equipe     | Cidade         | Região            | No ano anterior                                                                                     | Estádio                         | Capacidade | Títulos                                                              | Participações |
| ---------- | -------------- | ----------------- | --------------------------------------------------------------------------------------------------- | ------------------------------- | ---------- | -------------------------------------------------------------------- | ------------- |
| Celje      | Celje          | Savinjska         | Sétimo Lugar                                                                                        | Estádio Skalna Klet             | 2.500      | 0 (não possui)                                                       | 17            |
| Gorica     | Nova Gorica    | Goriška           | Vice Campeão                                                                                        | Parque Desportivo Gorica        | 3.066      | 4 (1995-96, 2003-04, 2004-05, 2005-06)                               | 17            |
| Maribor    | Maribor        | Podravska         | Terceiro Lugar                                                                                      | Estádio Ljudski vrt             | 12.435     | 7 (1996-97, 1997-98, 1998-99, 1999-2000, 2000-01, 2001-02, 2002-03)) | 16            |
| Primorje   | Ajdovščina     | Goriška           | Quinto Lugar                                                                                        | Estádio Municipal de Ajdovščina | 1.630      | 0 (não possui)                                                       | 16            |
| Koper      | Koper          | Litoral-Kras      | Sexto Lugar                                                                                         | Estádio Bonifika                | 4.047      | 0 (não possui)                                                       | 14            |
| Domžale    | Domžale        | Eslovénia Central | Campeão                                                                                             | Parque Desportivo Domžale       | 3.212      | 1 (2006-07)                                                          | 9             |
| Drava      | Ptuj           | Podravska         | Quarto Lugar                                                                                        | Estádio Municipal de Ptuj       | 1.592      | 0 (não possui)                                                       | 5             |
| Nafta      | Lendava        | Pomurska          | Oitavo Lugar                                                                                        | Parque Desportivo Lendava       | 2.000      | 0 (não possui)                                                       | 5             |
| Interblock | Liubliana      | Eslovénia Central | Ganhador dos playoffs contra clube pelo Campeonato Esloveno de Futebol de 2006-07 - Segunda Divisão | Parque Desportivo Štefan Bele   | 500        | 0 (não possui)                                                       | 2             |
| Livar      | Ivančna Gorica | Eslovénia Central | Acesso pelo Campeonato Esloveno de Futebol de 2006-07 - Segunda Divisão                             | Estádio Ivančna Gorica          | 1.500      | 0 (não possui)                                                       | 1             |

## Campeão
| Campeão Esloveno 2007-08              |
| ------------------------------------- |
| Domžale (Domžale) (2º título) Campeão |